# Hsieh Yu-chieh
Hsieh Yu-chieh (chino:謝淑映, 23 de julio de 1993) es una jugadora de tenis taiwanesa.
Su mejor clasificación en la WTA fue la número 830 del mundo, que llegó el 20 de febrero de 2012. En dobles alcanzó número 137 del mundo, que llegó el 7 de julio de 2014. Hasta la fecha, ha ganado cinco títulos de dobles en el ITF tour. También se conoce como Hsieh Shu-ying.
Es la hermana menor de Hsieh Su-wei y Hsieh Cheng-peng, quienes también son tenistas profesionales.

## Títulos WTA (0; 0+0)

### Dobles (0)
| Leyenda                    |
| -------------------------- |
| Grand Slam (0)             |
| Juegos Olímpicos (0)       |
| WTA Tour Championships (0) |
| Premier Mandatory (0)      |
| Premier 5 (0)              |
| Premier (0)                |
| International (0)          |

#### Finalista (2)
| No. | Fecha                    | Torneo           | Superficie | Pareja       | Oponentes en la final        | Resultado |
| 1.  | 23 de septiembre de 2018 | Seúl             | Dura       | Su-Wei Hsieh | Choi Ji-hee Han Na-lae       | 3-6, 2-6  |
| 2.  | 21 de septiembre de 2019 | Osaka (Pacífico) | Dura       | Su-Wei Hsieh | Hao-Ching Chan Yung-Jan Chan | 5-7, 5-7  |

## Títulos WTA 125s
| Leyenda  | Individuales | Dobles |
| -------- | ------------ | ------ |
| WTA 125s | 0            | 1      |

### Dobles (1)
| N.º | Fecha                   | Torneos  | Superficie | Pareja       | Oponentes                | Resultado   |
| --- | ----------------------- | -------- | ---------- | ------------ | ------------------------ | ----------- |
| 1.  | 26 de noviembre de 2017 | Honolulu | Dura       | Hsieh Su-wei | Eri Hozumi Asia Muhammad | 6-1, 7-6(3) |